# Sara Burgerhartstraat 1-3

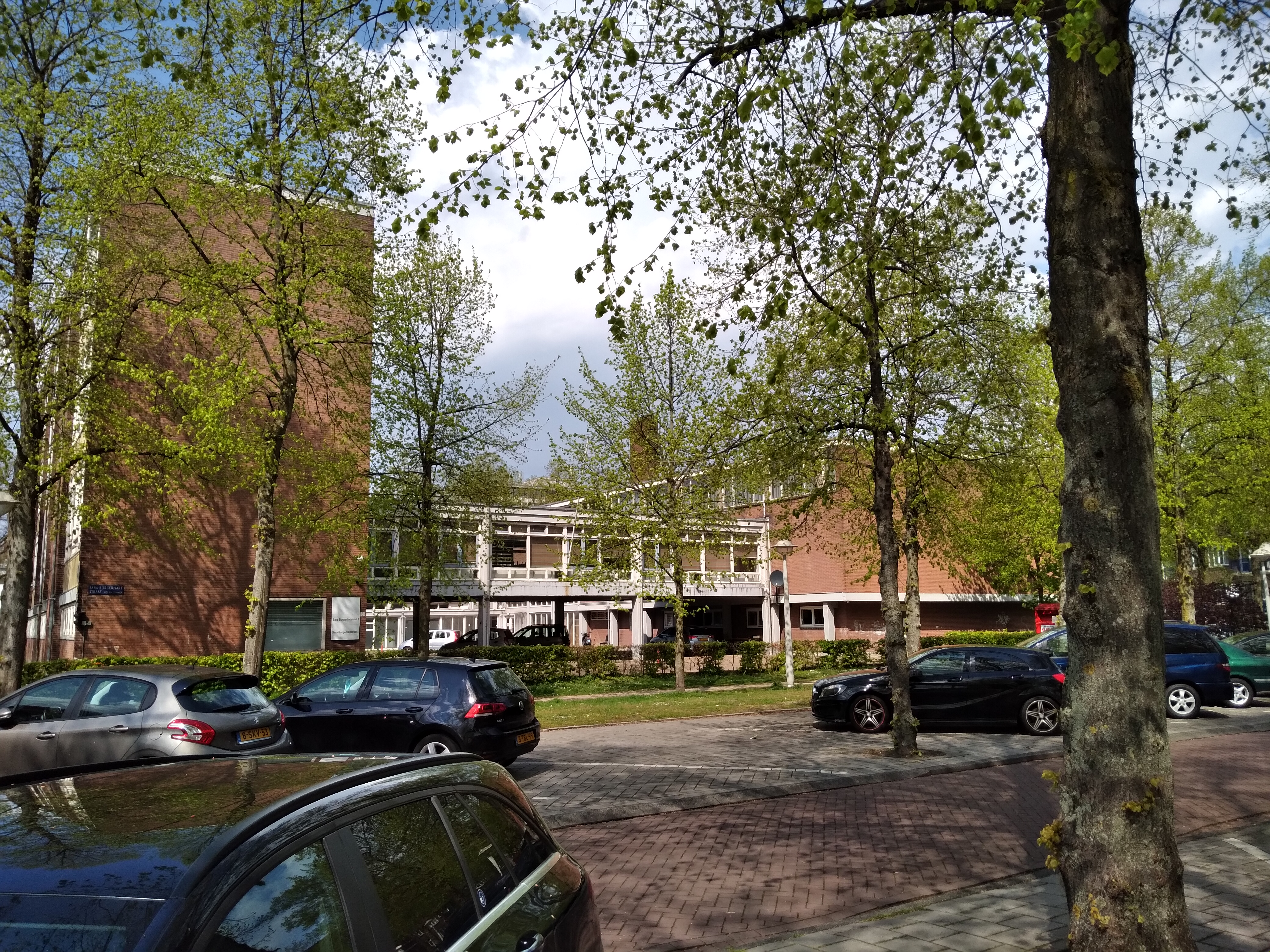
Sara Burgerhartstraat met loopbrug; mei 2021.

Sara Burgerhartstraat 1-3, Amsterdam is een (school)gebouw in Bos en Lommer in Amsterdam-West.
In de periode na de Tweede Wereldoorlog werd vol ingezet op de uitvoering van het Algemeen Uitbreidingsplan van Cornelis van Eesteren. Woonwijken werden uit de grond gestampt en werden na enige jaren gevolgd door de bouw van de benodigde scholen.
In de omgeving van de Sara Burgerhartstraat en Wiltzanghlaan werd een terreintje (plaatselijk bekend als Scholendriehoek) vrijgelaten voor scholen, eerst noodscholen maar snel gevolgd door stenen gebouwen. Er verschenen een kleuterschool, een lagere school en in 1959/1960 een ULO, de eerste naoorlogse ULO van Amsterdam.
Het ontwerp kwam van de Dienst der Publieke Werken met architecte Manon Peyrot. Zij kwam met een U-vormig stenen schoolgebouw met tussen beide poten een loopbrug van staal en glas. De onderdelen kenden elk hun eigen gebruik. Het gebouw lijkt een variant op de eerder gebouwde H-scholen van Jan Leupen en Cornelis van der Wilk, eveneens van Publieke Werken.
De begane grond was ontworpen voor alles om het onderwijs heen; fietsenstalling, kleedlokalen en garderobes vulden de begane grond. Leslokalen, gymnastieklokaal en toneelzaal lagen op eerste en tweede verdiepingen. Opvallend zijn de grote glaspartijen voor het binnenlaten van daglicht. De school werd midden in het schoolseizoen geopend op 4 februari 1960. Voor de financiering had de gemeente een lening afgesloten van een miljoen gulden bij de verzekeringsmaatschappij Groot-Noordhollandsche van 1845.
De school stond enige tijd na opening bekend als de Daniël Goedkoopschool, eigenaardig want de Daniël Goedkoopstraat was sinds 1953 al een straat in Amsterdam-Oost.
In 2008 werd het gebouw door gemeente Amsterdam geplaatst in de Top 100 Jonge Monumenten, een lijst van naoorlogse gebouwen die in aanmerking kwamen voor plaatsing op een monumentenlijst. Dit mede op basis van het oeuvre van een van de weinige vrouwelijke architecten van de Dienst der Publieke Werken.
Naar aanleiding van een aanvraag van Heemschut werd het gebouw op 25 juni 2019 gemeentelijk monument.
Sinds 2103 is Stichting Witboek (ook eigenaar) er gevestigd voor sociale, culturele en educatieve activiteiten voor buurtbewoners.